# Àrea metropolitana de la Plana

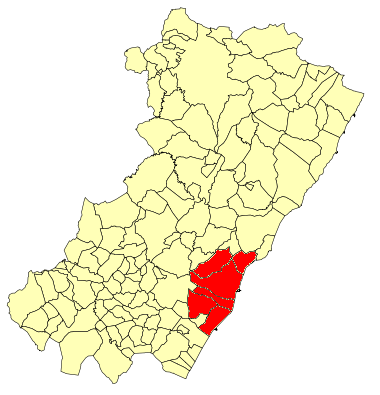

L'Àrea metropolitana de la Plana és una agrupació voluntària de municipis al País Valencià formada per Castelló de la Plana, Almassora, Benicàssim, i Borriol, dins la comarca de Plana Alta; i per Vila-real, i Borriana a la comarca de Plana Baixa a la Província de Castelló.
Al moment de sa creació el 2007 consta de 298.678 habitants i comprèn una àrea de 340 km², amb capital i principal centre de serveis, a més del municipi més populós Castelló de la Plana.
La finalitat d'aquesta agrupació, deguda al constat intercanvi de moviments de població entre aquests, és la d'afermar i millorar els serveis i infraestructures de transport i de comunicació per tal de garantir els vincles econòmics i socials d'aquesta àrea aglomerada. Té una influència enllà de l'àrea urbana fins a municipis com La Vall d'Uixó, Onda, Nules o Orpesa. Ja el 1999 el Bloc Nacionalista Valencià va proposar eixamplar les competències cap a l'urbanisme, la depuració de les aigües...
|                      | Habitants (Dades del 2007) | Extensió | Densitat |
| -------------------- | -------------------------- | -------- | -------- |
| Castelló de la Plana | 172.624                    | 107      | 1.613    |
| Vila-real            | 49.045                     | 55       | 892      |
| Borriana             | 33.255                     | 47       | 708      |
| Almassora            | 21.772                     | 33       | 660      |
| Benicàssim           | 17.267                     | 36       | 480      |
| Borriol              | 4.715                      | 62       | 76       |
| total                | 298.678                    | 340      | 878      |